# カンバーランド郡 (ペンシルベニア州)
カンバーランド郡（英: Cumberland County）は、アメリカ合衆国ペンシルベニア州の中央部南に位置する郡である。人口は25万9469人（2020年）。郡庁所在地はカーライルであり、同郡で人口最大の町である。
カンバーランド郡は他の2郡と共にハリスバーグ・カーライル都市圏を構成している。

## 歴史
カンバーランド郡となった地域に最初に入ってきたのは、1730年頃に到着した大部分がスコットランド・アイルランド系の移民だった。初期の人口構成では、イングランド人やドイツ人は約10%に過ぎなかった。当初は農業に傾注し、その後に他の産業も発展していった。これら開拓者が1738年に、現在のシッペンズバーグ近くにミドルスプリング長老派教会を建設した。この教会はペンシルベニア州中央部で最古の部類に属する礼拝所となっている。
1750年1月27日、ペンシルベニア植民地議会が、ランカスター郡から分離してカンバーランド郡を設立した。郡庁所在地はカーライルである。その東端にあるサスケハナ川に隣接するカンバーランド・バレーの中に入ってもいる。西端にあるシッペンズバーグ・ボロから東端のサスケハナ川まで約42マイル (67 km) ある。

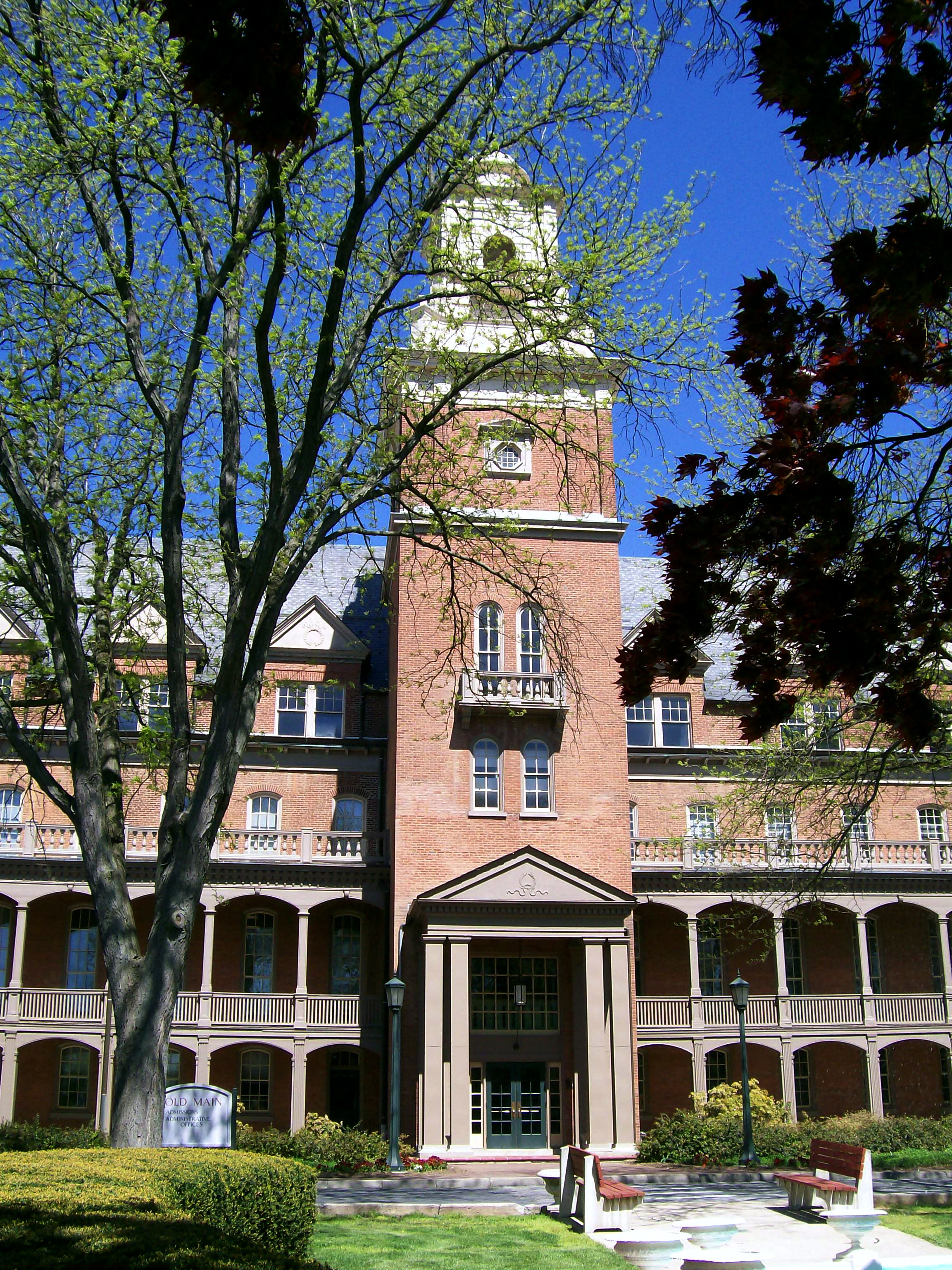
ペンシルベニア州立大学シッペンズバーグ校の「オールド・メイン」

郡内の古い町はシッペンズバーグとカーライルであり、それぞれが特徴ある歴史を持っている。シッペンズバーグにはペンシルベニア州立大学シッペンズバーグ校がある。ペンシルベニア州立高等教育体系に属する14大学の1つである。カーライルにも1773年に設立されたディッキンソン大学があり、またペンシルベニア州立ディッキンソン法学校もある。

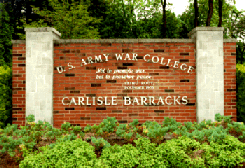
アメリカ陸軍軍事カレッジとカーライル兵舎の看板

アメリカ陸軍軍事カレッジがカーライルにある、その広さ500エーカー (2 km2) のキャンパスには、1770年代に設立された軍事基地のカーライル兵舎が立っている。高水準の軍人と文民を養成しており、戦略的な指導者になる準備をさせている。アメリカ陸軍では最も古い教育施設である。
南北戦争の1863年夏、ゲティスバーグ方面作戦にあった南軍がカンバーランドバレーを通過し、短期間であるがカンバーランド郡を占領した。
20世紀、州都ハリスバーグの郊外が郡東部に拡大し、カーライルと隣接するタウンシップも発展する郊外地となった。

## 地理
アメリカ合衆国国勢調査局に拠れば、郡域全面積は551平方マイル (1,427.1 km2)であり、このうち陸地550平方マイル (1,424.5 km2)、水域は1平方マイル (2.6 km2)で水域率は0.18%である。

### 主要高規格道路
| - 州間高速道路76号線（ペンシルベニア・ターンパイク） - 州間高速道路81号線 - 州間高速道路83号線 - アメリカ国道11号線 - アメリカ国道15号線 | - ペンシルベニア州道34号線 - ペンシルベニア州道74号線 - ペンシルベニア州道581号線 - ペンシルベニア州道641号線 - ペンシルベニア州道944号線 |

### 隣接する郡
- ペリー郡 - 北
- ドーフィン郡 - 東
- ヨーク郡 - 南東
- アダムズ郡 - 南西
- フランクリン郡 - 西

## 人口動態
以下は2010年国勢調査による人口統計データである。
| 基礎データ - 人口: 213,674人 - 世帯数: 83,015 世帯 - 家族数: 56,118 家族 - 人口密度: 150人/km2（388人/mi2） - 住居数: 86,951軒 - 住居密度: 61軒/km2（158軒/mi2） 人種別人口構成 - 白人: 94.40% - アフリカン・アメリカン: 2.36% - ネイティブ・アメリカン: 0.13% - アジア人: 1.67% - 太平洋諸島系: 0.04% - その他の人種: 0.43% - 混血: 0.97% - ヒスパニック・ラテン系: 1.35% 先祖による構成 - ドイツ系：35.3% - アメリカ人：10.6% - アイルランド系：10.1% - イギリス系：7.5% - イタリア系：6.8% | 言語による構成 - 英語：94.7% - スペイン語：1.4% 年齢別人口構成 - 18歳未満: 22.0% - 18-24歳: 10.6% - 25-44歳: 28.5% - 45-64歳: 24.1% - 65歳以上: 14.9% - 年齢の中央値: 38歳 - 性比（女性100人あたり男性の人口） - 総人口: 95.2 - 18歳以上: 92.7 世帯と家族（対世帯数） - 18歳未満の子供がいる: 29.5% - 結婚・同居している夫婦: 56.5% - 未婚・離婚・死別女性が世帯主: 8.0% - 非家族世帯: 32.4% - 単身世帯: 26.7% - 65歳以上の老人1人暮らし: 10.3% - 平均構成人数 - 世帯: 2.41人 - 家族: 2.92人 |

郡民の一人当たり年収は31,627米ドルであり、フィラデルフィア大都市圏を除けば州内で最も裕福な郡である。フィラデルフィア大都市圏を含めても第5位である。

## 政治
2008年11月時点でカンバーランド郡には152,408人の登録有権者がいた。
- 共和党: 78,568 (51.55%)
- 民主党: 52,887 (34.70%)
- その他の政党: 20,953 (13.75%)

南北戦争の前からカンバーランド郡では共和党が優勢である。1990年の州知事選挙でロバート・P・ケイシーが、また2004年の州財務官選挙でボブ・ケイシー・ジュニアが民主党候補として当選したのが数少ない例となっている。郡政委員会は多数派であり、郡役人、州議会議員も共和党が独占している。
カンバーランド郡はアメリカ合衆国下院議員ペンシルベニア州第4選挙区に属し、2013年時点では共和党議員を選出している。ペンシルベニア州議会上院では第31選挙区に属しており、下院では第87、第88、第89、第92および第199選挙区に属している。2013年時点で上院は共和党、下院は共和党5人が独占している。

## 都市と町

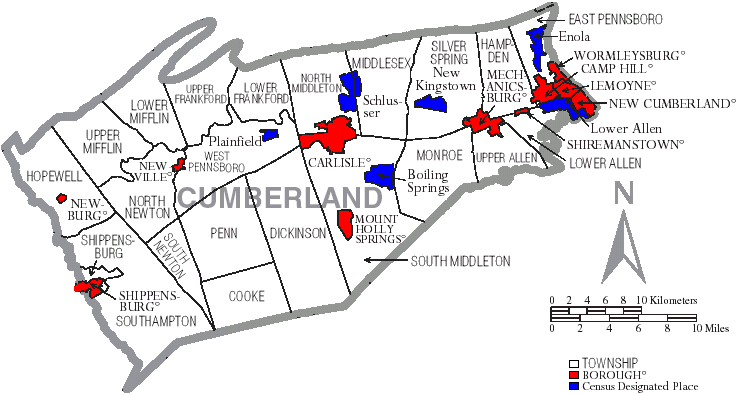
カンバーランド郡の自治体、ボロは赤、タウンシップは白、国勢調査指定地域は青

ペンシルベニア州法の下では4種類の自治体がある。市、ボロ、タウンシップ、町である。

### ボロ
| - キャンプヒル - カーライル - 郡庁所在地 - レモイン - メカニクスバーグ | - マウントホリースプリングス - ニューカンバーランド - ニューバーグ - ニュービル | - シッペンズバーグ（一部はフランクリン郡内） - シャイアマンズタウン - ウォームリーズバーグ |

### タウンシップ
| - クック - ディッキンソン - イーストペンズボロ - ハンプデン - ホープウェル - ローワーアレン - ローワーフランクフォード - ローワーミフリン | - ミドルセックス - モンロー - ノースミドルトン - ノースニュートン - ペン - シッペンズバーグ - シルバースプリング | - サウスミドルトン - サウスニュートン - サウサンプトン - アッパーアレン - アッパーフランクフォード - アッパーミフリン - ウェストペンズボロ |

### 国勢調査指定地域
国勢調査指定地域はアメリカ合衆国国勢調査局が人口統計データを取るために設定した地域である。州法の下では実際の司法権が及ぶ範囲ではない。村などその他の未編入領域も下記に挙げる。
| - ボイリングスプリングス - エノーラ - ローワーアレン | - メシアカレッジ - ニューキングスタウン - プレーンフィールド | - シュラッサー - ウェストフェアビュー |

### 未編入の町
- グランサム
- サマーデール

## 教育

### 高等教育機関
- セントラル・ペンシルベニア・カレッジ（英語版）
- ディッキンソン大学
- メサイア大学（英語版）
- ペンシルベニア州立ディキンソン法学校（英語版）
- シッペンスバーグ大学（英語版）
- アメリカ陸軍戦略大学

### 工業カレッジ
- ITT工業大学

### 公共教育学区

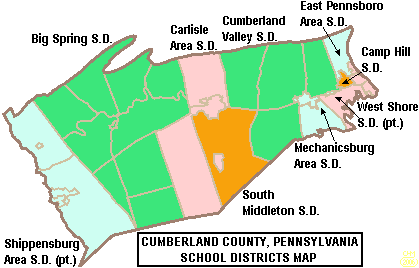
カンバーランド郡教育学区の区分図

- ビッグスプリング教育学区
- キャンプヒル教育学区
- カーライル地域教育学区
- カンバーランドバレー教育学区
- イーストペンズボロ地域教育学区
- メカニクスバーグ地域教育学区
- シッペンズバーグ地域教育学区
- サウスミドルトン教育学区
- ウェストショア教育学区

### 公立チャータースクール
- コモンウェルス・コネクションズ・アカデミー・チャータースクール - メカニクスバーグ[5][6]

### 地域職業訓練校
- カンバーランド・ペリー地域職業訓練校

### 学習開始就学前授業
学習開始就学前授業は低収入家庭の子供のために連邦政府と州が資金手当てする就学前授業である。この授業の対象は3歳児と4歳児である。これに参加するためには、家庭の収入が連邦政府の定める貧困線以下である必要がある。
- 首都圏地域学習開始
- シッペンズバーグ学習開始授業

### 幼稚園前カウント学校
幼稚園前カウント学校は低収入家庭と中流階級の子供で3歳児と4歳児のために州が資金手当てする授業である。低収入家庭の子供は無料で受けられる。中流階級の子供は部分的に納税者手当ての奨学金を受け取ることができる。その額は収入に反比例し、収入の上限は66,000米ドルである。この奨学金を受けるために、授業提供者は州の規定に従うと合意することになる。この授業はペンシルベニア州初期学習子供開発局が運営している。
- メカニクスバーグ地域教育学区
- カーライル初期学習センター
- 知識学習コーポレーション

### 私立学校
全米教育統計センターによる報告では次の私立学校が郡内にある。
| - アレン・メノナイト学校 - ディルズバーグ - ベリーン・クリスチャン・デイスクール - ニュービル - ベストフレンズ - ニューカンバーランド - ベセル・クリスチャン・アカデミー - カーライル - バイブル・バプテスト学校 - シャイアマンズタウン - ブルーリッジ・メノナイト学校 - カーライル - ブルックサイド・モンテッソリ学校 - キャンプヒル - チェスターブルック・アカデミー - キャンプヒル - チェスナットグルーブ学校 - シッペンズバーグ - ニューカンバーランド子供学校 - ニューカンバーランド - ディッキンソン・カレッジ子供センター - カーライル - エマヌエル・バプテスト・クリスチャン・アカデミー - メカニクスバーグ - フェイス・タバナクル学校 - メカニクスバーグ - グッドシェパード小学校 - キャンプヒル - ハリスバーグ・アカデミー - ウォームリーズバーグ - ヒッコリーレーン学校 - ニューバーグ - ヒッドンバレー学校 - カーライル - キンダーケア学習センター - メカニクスバーグ - ラーニング・アンド・シェアリング - ニューカンバーランド - リビングフェイス学校 - シッペンズバーグ - メドウラン - ニューバーグ | - メカニクスバーグ学習センター - メカニクスバーグ - ミドルラン教区学校 - シッペンズバーグ - オークグローブ教区学校 - シッペンズバーグ - オークウッド・バプテスト・デイスクール - キャンプヒル - オッターバイン学校 - ニューバーグ - クエリーヒル学校 - ニュービル - ロッキービュー教区学校 - ニュービル - サウスマウンテン教区学校 - シッペンズバーグ - サウスマウンテン教区学校 - ニュービル - スプリングヒル教区学校 - シッペンズバーグ - セントジョセフ学校 - メカニクスバーグ - セントパトリック学校 - カーライル - セントテレサ小学校 - ニューカンバーランド - サンセット・アーミッシュ学校 - ニューバーグ - セントジョンズ・ルーテル教会子供の庭園 - シャイアマンズタウン - グレイス・バプテスト教会子供学校 - カーライル - ゴッダード学校 - エノーラ - ゴッダード学校 - メカニクスバーグ - 学習センター - キャンプヒル - トリニティ高校 - キャンプヒル - イエローブリーチズ教育センター - ボイリングスプリングス |

### 図書館
- カンバーランド郡図書館システム[9]
- アメリア・S・ギビン自由図書館
- ボスラー記念図書館[10]
- イーストペンズボロ図書館支所[11]
- クリーブ・J・フレドリックセン公共図書館[12]
- ジョン・グラハム公共図書館[13]
- ニューカンバーランド公共図書館[14]
- シッペンズバーグ公共図書館[15]
- ジョセフ・T・シンプソン公共図書館[16]

## 公園とレクリエーション
郡内には州立公園が3つある。
- カーネル・デニング州立公園
- キングスギャップ環境教育訓練センター
- パイングローブ・ファーネス州立公園